# رینبو سیتی (آلاباما)
رینبو سیتی (به انگلیسی: Rainbow City) شهری در شهرستان اتوا ایالت آلاباما است که مساحت آن ۶۶٫۳۱ کیلومتر مربع است و در سرشماری سال ۲۰۱۰ میلادی، ۹٬۶۰۲ نفر جمعیت داشته و تراکم جمعیتی آن، ۱۴۴٫۸ نفر در هر کیلومتر مربع بوده است.